# Diocesi di Teixeira de Freitas-Caravelas

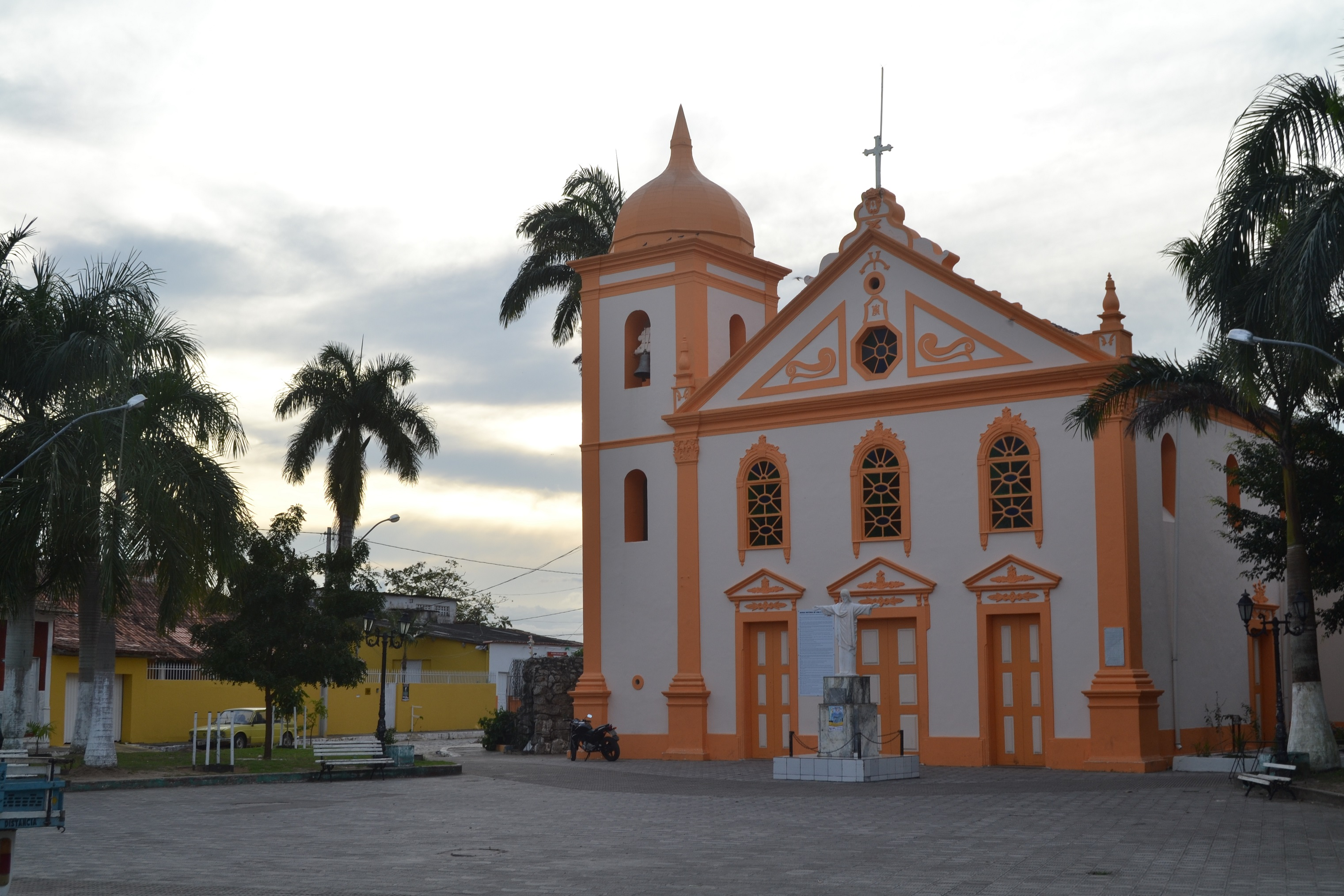
Concattedrale di Sant'Antonio a Caravelas.

La diocesi di Teixeira de Freitas-Caravelas (in latino Dioecesis Taxensis-Carabellensis) è una sede della Chiesa cattolica in Brasile suffraganea dell'arcidiocesi di San Salvador di Bahia. Nel 2022 contava 351.000 battezzati su 444.000 abitanti. La sede è vacante.

## Territorio
La diocesi comprende 13 comuni nell'estrema parte sud-orientale dello stato brasiliano di Bahia: Teixeira de Freitas, Caravelas, Alcobaça, Ibirapuã, Itamaraju, Itanhém, Jucuruçu, Lajedão, Medeiros Neto, Mucuri, Nova Viçosa, Prado e Vereda.
Sede vescovile è la città di Teixeira de Freitas, dove si trova la cattedrale di San Pietro. A Caravelas sorge la concattedrale di Sant'Antonio.
Il territorio si estende su 18.574 km² ed è suddiviso in 26 parrocchie, raggruppate in 5 foranie.

## Storia
La diocesi di Caravelas fu eretta il 21 luglio 1962 con la bolla Omnium Ecclesiarum di papa Giovanni XXIII, ricavandone il territorio dalla diocesi di Ilhéus.
Il 18 aprile 1983, in forza del decreto Cum urbs della Congregazione per i vescovi, la sede vescovile è stata traslata da Caravelas a Teixeira de Freitas, l'ex cattedrale di Caravelas è divenuta concattedrale e la diocesi ha assunto il nome attuale.
Il 12 giugno 1996 ha ceduto una porzione del suo territorio a vantaggio dell'erezione della diocesi di Eunápolis.

## Cronotassi dei vescovi
Si omettono i periodi di sede vacante non superiori ai 2 anni o non storicamente accertati.
- Filippo Tiago Broers, O.F.M. † (2 maggio 1963 - 18 aprile 1983 ritirato)
- Antônio Eliseu Zuqueto, O.F.M.Cap. † (18 aprile 1983 - 15 giugno 2005 ritirato)
- Carlos Alberto dos Santos (15 giugno 2005 - 1º febbraio 2017 nominato vescovo di Itabuna)
- Jailton de Oliveira Lino, P.S.D.P. (15 novembre 2017 - 25 febbraio 2025 nominato vescovo di Itabuna)

## Statistiche
La diocesi nel 2022 su una popolazione di 444.000 persone contava 351.000 battezzati, corrispondenti al 79,1% del totale.
| anno | popolazione | popolazione | popolazione | presbiteri | presbiteri | presbiteri | presbiteri                | diaconi | religiosi | religiosi | parrocchie |
| anno | battezzati  | totale      | %           | numero     | secolari   | regolari   | battezzati per presbitero | diaconi | uomini    | donne     | parrocchie |
| ---- | ----------- | ----------- | ----------- | ---------- | ---------- | ---------- | ------------------------- | ------- | --------- | --------- | ---------- |
| 1965 | 400.000     | 404.000     | 99,0        | 15         |            | 15         | 26.666                    |         |           | 5         | 12         |
| 1970 | 500.000     | 600.000     | 83,3        | 21         |            | 21         | 23.809                    |         | 23        | 13        | 12         |
| 1976 | 570.000     | 600.000     | 95,0        | 17         | 1          | 16         | 33.529                    |         | 19        | 33        | 13         |
| 1977 | 432.000     | 455.000     | 94,9        | 20         | 2          | 18         | 21.600                    |         | 22        | 38        | 14         |
| 1990 | 462.000     | 543.000     | 85,1        | 23         | 5          | 18         | 20.086                    |         | 19        | 36        | 19         |
| 1999 | 290.000     | 340.000     | 85,3        | 22         | 13         | 9          | 13.181                    |         | 10        | 25        | 18         |
| 2000 | 290.000     | 340.000     | 85,3        | 24         | 16         | 8          | 12.083                    |         | 9         | 27        | 18         |
| 2001 | 290.000     | 340.000     | 85,3        | 26         | 17         | 9          | 11.153                    |         | 10        | 30        | 18         |
| 2002 | 292.000     | 364.720     | 80,1        | 29         | 19         | 10         | 10.068                    |         | 11        | 30        | 39         |
| 2003 | 292.000     | 364.720     | 80,1        | 27         | 18         | 9          | 10.814                    |         | 10        | 30        | 39         |
| 2004 | 292.000     | 364.720     | 80,1        | 29         | 19         | 10         | 10.068                    |         | 12        | 30        | 39         |
| 2010 | 313.000     | 397.000     | 78,8        | 39         | 28         | 11         | 8.025                     |         | 13        | 41        | 25         |
| 2014 | 329.000     | 417.000     | 78,9        | 46         | 37         | 9          | 7.152                     |         | 10        | 31        | 25         |
| 2017 | 337.890     | 427.260     | 79,1        | 35         | 30         | 5          | 9.654                     |         | 8         | 31        | 25         |
| 2020 | 345.700     | 437.260     | 79,1        | 41         | 38         | 3          | 8.431                     |         | 3         | 31        | 33         |
| 2022 | 351.000     | 444.000     | 79,1        | 40         | 40         |            | 8.775                     |         |           |           | 26         |